# Konela, Jașkiv
Konela (în ucraineană Конела) este o comună în raionul Jașkiv, regiunea Cerkasî, Ucraina, formată numai din satul de reședință.

## Demografie
Componența lingvistică a comunei Konela
     Ucraineană (97,39%)
     Rusă (2,3%)
     Alte limbi (0,15%)
Conform recensământului din 2001, majoritatea populației comunei Konela era vorbitoare de ucraineană (97,39%), existând în minoritate și vorbitori de rusă (2,3%).